# Eusebio L. Elizondo Almaguer
Eusebio L. Elizondo Almaguer MSpS (* 8. August 1954 im Municipio Victoria, Tamaulipas) ist ein mexikanischer Ordensgeistlicher und römisch-katholischer Weihbischof in Seattle.

## Leben
Eusebio L. Elizondo Almaguer trat der Ordensgemeinschaft der Missionare vom Heiligen Geist bei, legte 1974 die Profess ab und empfing am 18. August 1984 die Priesterweihe.
Papst Benedikt XVI. ernannte ihn am 12. Mai 2005 zum Weihbischof in Seattle und Titularbischof von Acholla. Der Erzbischof von Seattle, Alexander Joseph Brunett, spendete ihm am 6. Juni desselben Jahres die Bischofsweihe; Mitkonsekratoren waren George Leo Thomas, Bischof von Helena, und Gustavo García-Siller MSpS, Weihbischof in Chicago.
Bischof Elizondo ist der Vorsitzende des Subcommittee on the Church in Latin America der Bischofskonferenz der Vereinigten Staaten. Das Subcommittee on the Church in Latin America unterstützt Vorhaben der katholischen Kirche in Lateinamerika und in der Karibik finanziell.